# Moble de cuina

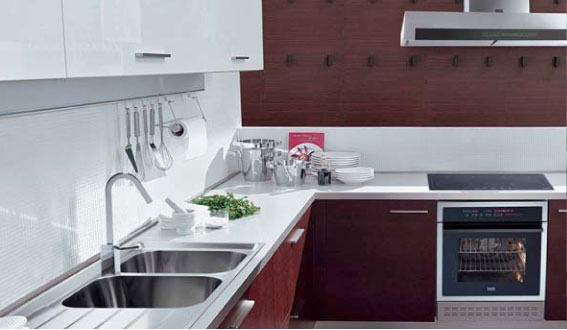
Exemple de cuina modular

El terme "moble de cuina" s'aplica a aquella categoria de mobles, adequada per a una habitació a una casa / apartament, on normalment es desenvolupa l'activitat  culinària. S'empren per a l'emmagatzematge d'aliments, equips de cuina i, sovint, safates i plats per al servei de taula. Electrodomèstics com frigorífics, rentaplats i forns solen integrar-se en els mobles de cuina. Actualment, hi ha moltes opcions disponibles per als armaris.

## Entorn històric

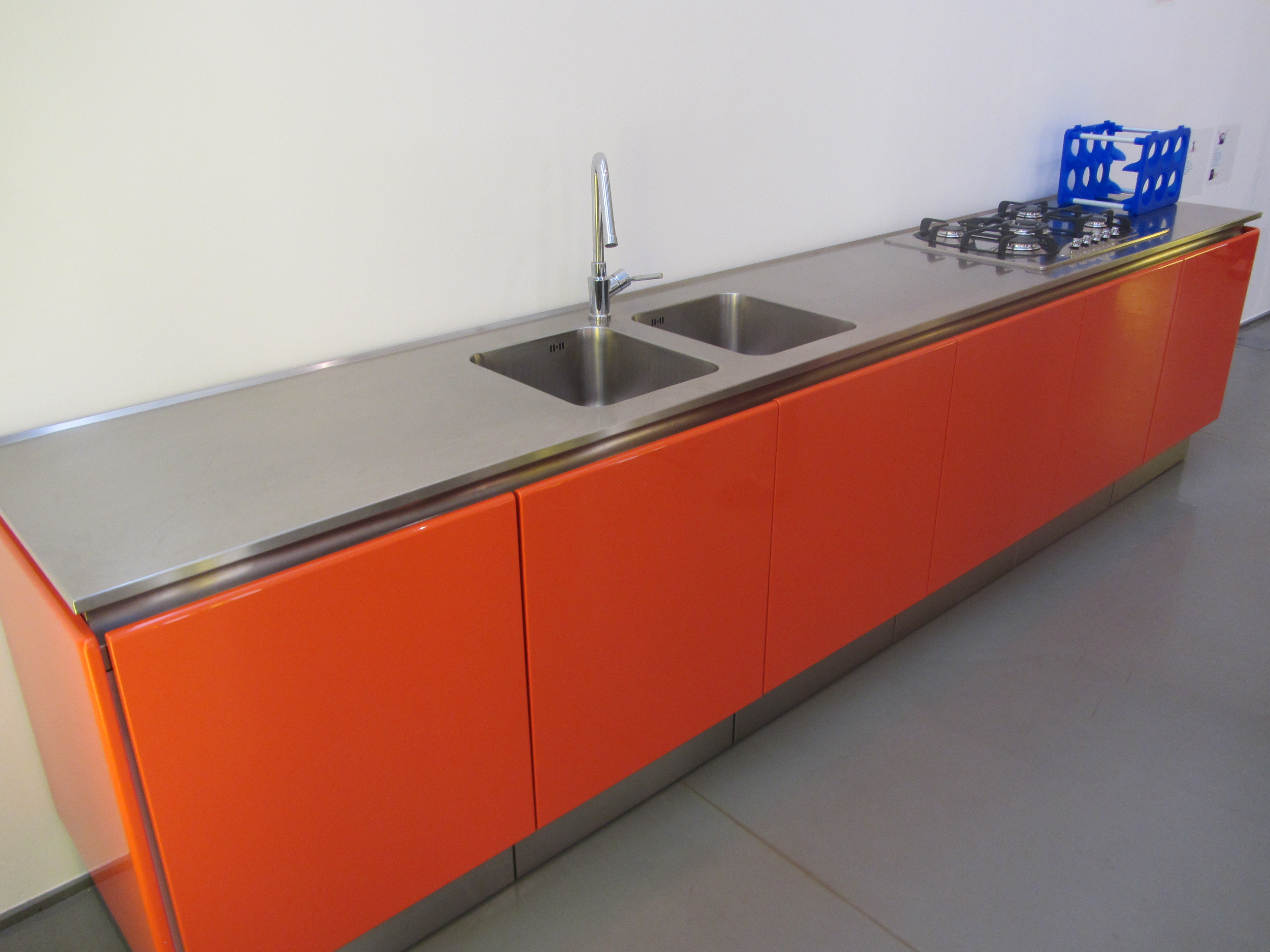
la Kitchen E5 de Zanuso (1966), primer exemple d'un entorn culinari modular

El primer exemple de cuina modular tal com entenem que avui va ser Cucina E5 creada per Marco Zanuso al 1966 per a empresa italiana Elam; va ser un model que va revolucionar radicalment l'espai culinari, convertint-lo en un autèntic espai vital. Fins aquell moment la cuina era només un lloc utilitzat per cuinar aliments, de manera que no era un lloc de la casa considerat habitable.

## El context
Aquests mobles es defineixen com a "modulars" perquè, seleccionant i combinant diferents tipus d'elements (unitats de calaixos, mobles de portes, columnes encastades i/o electrodomèstics), es crea una "composició" que s'adapta a les diferents necessitats i tipus d'habitacions. que es vulguin moblar.
Les estructures internes s'ofereixen en mides força normalitzades (profunditat 60cm, amplada en múltiples de 10cm, de 30 a 80cm). El material més comú utilitzat per a carrosseries per a cotxes és un panell de aglomerat cobert de melamina.
La variabilitat de l'oferta es troba en les parts visibles, és a dir, les portes, els armaris i el tauler de cuina
Les portes i els armaris poden fer
- tauler DM recobert (paper, laminat, polímer)
- tauler DM pintat o lacat
- tauler DM recobert de fullola (fusta xapada)
- fusta massissa

Tot i que les portes lacades segueixen sent una tendència atemporal a la gamma mitjana, en els darrers anys es proposen combinacions interessants amb materials tradicionals de suport. És el cas de vidre o alumini. En temps recents, hem vist l'ús de làmines acríliques, gres porcelànic o nous materials eco-sostenibles.
El tauler de cuina es pot implementar amb
- pedra natural (marbre, granit, roca de lava, etc.)
- compostos de pedra i resina (fragranita, ochita)
- acer
- vidre
- ceràmica o rajola
- fusta natural
- tauler DM recobert (laminat, polímer)

## Cuines modulars en falses parets
Per a cuines equipades en parets artificials, ens referim a les cuines que, tot i ser modulars, són iguals en tots els sentits a les cuines de maçoneria. Les estructures internes estan fetes de tauler marí (fusta) coberta de gres porcelànic.
El contraplacat marí és un material resistent a l'aigua i també s'utilitza en la construcció d'embarcacions.
Els taulers de cuina es poden fer amb pedra de lava recoberta de ceràmica i també es poden decorar a mà amb qualsevol tipus de decoració.
La part superior de pedra de lava es distingeix de la part superior de les rajoles per la seva resistència a la càrrega, la calor, la humitat, els xocs i l'absència de fuites ja que la part superior està realitzada amb plaques de mesura personalitzables.
Es diferencien de les cuines de maçoneria per la seva capacitat de desmuntar i tornar a muntar-les en un altre lloc, no absorbeixen la humitat i no requereixen cap mà d'obra especialitzada.